# Leonardo de Sousa Pereira
Leonardo de Sousa Pereira (sinh ngày 3 tháng 2 năm 1995) là một cầu thủ bóng đá người Brasil thi đấu ở vị trí tiền đạo cắm cho câu lạc bộ Cerezo Osaka tại giải J.League.

## Sự nghiệp câu lạc bộ
Sinh ra ở Fortaleza, Léo Ceará gia nhập đội trẻ Vitória vào năm 2011, từ São Francisco-BA . Anh ra mắt đội một vào ngày 23 tháng 1 năm 2014, vào sân thay người muộn cho Alan Pinheiro trong chiến thắng 3–1 trên sân khách trước Confiança tại Copa do Nordeste của năm .
Vào ngày 12 tháng 1 năm 2016, sau khi ít được sử dụng, Léo Ceará được cho câu lạc bộ J3 League FC Ryukyu mượn trong mùa giải. Khi trở lại, anh cũng gia nhập Campinense theo hợp đồng tạm thời vào tháng 2 năm 2017, nhưng chuyển đến Confiança vào tháng 5 để chơi ở Série C.
Hợp đồng cho mượn của Léo Ceará với Confiança được gia hạn thêm một năm vào ngày 27 tháng 12 năm 2017, và sau đó anh đã ghi 16 bàn trên mọi đấu trường cho câu lạc bộ trước khi bị Vitória gọi lại vào tháng 8 năm 2018.
Léo Ceará ra mắt Série A vào ngày 23 tháng 8 năm 2018, bắt đầu bằng trận thua 0-1 trên sân khách trước Flamengo . Anh ghi bàn thắng đầu tiên ở trận này ba ngày sau đó, ghi bàn thắng ấn định chiến thắng 1–0 trên sân nhà trước Atlético Mineiro, và sau đó gia hạn hợp đồng đến năm 2020 vào ngày 28.
Vào ngày 15 tháng 5 năm 2019, sau sự xuất hiện của Neto Baiano, Léo Ceará được cho CRB bên Série B mượn đến tháng 12. Anh trở lại Vitória vào tháng 1 năm 2020 sau khi ghi 14 bàn thắng cho CRB, là cầu thủ ghi bàn hàng đầu của câu lạc bộ và là cầu thủ xuất sắc thứ ba chung cuộc, nhưng bị giáng xuống đội U23 sau khi không đồng ý các điều khoản mới trong hợp đồng mới.
Léo Ceará chỉ được đưa trở lại đội hình chính của Vitória vào tháng 8 năm 2020.
Yokohama F. Marinos đã thông báo vào ngày 23 tháng 1 năm 2021 rằng Léo Ceará sẽ gia nhập câu lạc bộ theo hình thức chuyển nhượng toàn bộ trong khi chờ kiểm tra y tế khi đến Nhật Bản (bị trì hoãn vô thời hạn do hạn chế nhập cư do vi-rút corona). Anh được đưa vào đội Vitória lần cuối cùng vào ngày 26 tháng 1 năm 2021. Ceará rời câu lạc bộ vào năm 2022 sau hai năm ở Yokohama F. Marinos.
Vào ngày 27 tháng 12 năm 2022, Ceará chính thức chuyển đến Cerezo Osaka cho mùa giải 2023 sắp tới.